# Tərəqqi Gəncə
Tərəqqi Gəncə (azer. Tərəqqi Futbol Klubu) – azerski klub piłkarski, z siedzibą w Gandży. 

## Historia
Klub piłkarski Tərəqqi został założony w mieście Gandża w 2011 roku, po podziale FK Gəncə, kiedy Kəpəz Gəncə awansował do Azerbejdżańskiej Premier Ligi, podczas gdy Tərəqqi będzie występował w Azerbejdżańskiej Pierwszej Lidze jako samodzielny klub.

## Sukcesy
- 9 miejsce w Azerbejdżańskiej Pierwszej Lidze:

2011/12
- 1/8 finału Pucharu Azerbejdżanu:

2011/12